# Dorothea Tieck
Dorothea Tieck (Berlin, 1799 – Drezda, 1841. február 21.) német műfordító, aki Shakespeare számos művét ültette át németre.
Tieck Berlinben született Ludwig Tieck író, költő és műfordító és Amalie Alberti idősebbik lányaként. Húga, Agnes, még gyerekkorában meghalt. Fiatalon megtanult franciául, angolul, olaszul és spanyolul.
A család 1819-ben Drezdába költözött, ahol Dorothea előbb besegített apja irodalmi munkájába, később pedig önálló fordításokat is végzett. Számos munkája, apja neve alatt jelent meg. Az 1820-as évek elején lefordította Shakespeare szonettjeit, majd apjával és Wolf Heinrich von Baudissin gróffal együttműködve Shakespeare drámáinak fordításán dolgozott. Ez utóbbiak közül teljesen Dorothea Tieck munkája A két veronai nemes, az Athéni Timon, a Coriolanus, a Macbeth, a Téli rege és a Cymbeline. Spanyol szerzők műveiből is fordított.
Anyja 1837-es halála után megromlott apjával való kapcsolata is, főleg azután hogy a megözvegyült Tieck viszonyt kezdett egy másik nővel.  Dorothea Tieck egy ideig fontolgatta, hogy kolostorba vonul, de erre végül nem került sor. 1841. február 21-én Drezdában hunyt el.